# كلارنس إي. فاغنر
كلارنس إي. فاغنر (بالإنجليزية: Clarence E. Wagner)‏ هو سياسي أمريكي، ولد في 1896، وتوفي في 1979.